# Gare de Saint-Albans City
La gare de Saint-Albans City également appelée Saint-Albans est l'une des 2 gares à Saint-Albans dans la région de Hertfordshire en Angleterre. L'autre gare du village s'appelle Saint-Albans Abbey.
La gare de Saint-Albans City est la plus importante du village car elle dessert l'aéroport de Gatwick, l'aéroport de Luton, Brighton et Londres.
Il est situé à 0,8 km à l'est du centre-ville, sur le Midlaind Main Line et desservi par les trains Thameslink.

## Situation ferroviaire
La gare est établie à 105 mètres d'altitude sur la Ligne principale des Midlands (en) entre les gares de Harpenden et West Hampstead Thameslink, Radlett.

## Histoire
La gare a été construite par le Midland Railway en 1868 pour son extension à St Pancras.  Autrefois, Saint-Albans était célèbre pour la production de cresson qui a été envoyé à 25 kg à Londres et à Manchester.
L'autre gare, Saint-Albans Abbey, a été construite par London and North Western Railway en 1858. Il était à l'origine d'une autre station appelée London Road, construite par Hatfield and St Albans Railway en 1863 pour se connecter avec le Great Northern Railway.

## Services
La gare dispose de quatre quais, deux pour chaque direction: l'un "rapide" et un "lent". Les principales connexions à l'entrée : bureau de billets, parking multi-étages, station de taxis et de bus sont à l'est de la station. Il y a une deuxième sortie à l'ouest, à un petit parking de surface hors Ridgmont Road et Victoria Street, situé à l'entrée d'origine à la gare. Un peu controversée, un plus grand parking de surface à l'est des lignes de chemin de fer a gagné un permis de construire en 2003, dans le cadre d'un grand développement résidentiel.
Il existe des barrières de billets aux deux entrées.
Il y a aussi un étal de nourriture et un stand de café. Juste à l'extérieur de la station il y a un étal de fleurs. Il y a aussi plusieurs conteneurs de journaux métro dans le bâtiment de la gare principale.
La boîte de signal au sud de la gare a été restauré et a été ouvert comme une attraction touristique par le St Albans Signal Box Preservation Trust.

## Desserte
Dans la direction sud, les principales gares desservies sont : London St Pancras, Londres Bridge, Sevenoaks, Wimbledon, Sutton, East Croydon, l'aéroport de Gatwick, Haywards Heath, Burgess Hill et Brighton.
Dans la direction nord, les principales gares desservies incluent l'aéroport de Luton, Luton et Bedford.
Après le programme Thameslink est terminé en 2018, le modèle de service indiqué est comme suit:
- 4 trains par heure entre Bedford et Three Bridges (semi-rapide, 12 voitures)
- 2 trains par heure pour Brighton
- 2 trains par heure entre St Albans et Caterham (omnibus, 8 voitures)
- 2 trains par heure entre Saint-Albans et Sevenoaks (omnibus, 8 voitures)
- 2 trains par heure à Luton - Sevenoaks (lent, 8 voitures)
- Bedford - East Grinstead (semi-rapide, 12 voitures)
- Bedford - Tunbridge Wells (semi-rapide, 12 voitures)
- Luton - Ashford International (semi-rapide, 12 voitures)